# Klepek (Kunjang)
Klepek is een bestuurslaag in het regentschap Kediri van de provincie Oost-Java, Indonesië. Klepek telt 2150 inwoners (volkstelling 2010).